# یادگیری بصیرت
یادگیری بصیرت یا یادگیری پیچیده؛ نوعی یادگیری همخوان و عالی‌ترین نوع آن است. در این رفتار، جانور پس از قرارگیری در موقعیتی که پیش‌تر با آن روبه‌رو نشده‌است، بدون استفاده از آزمون و خطا رفتار مناسبی را از خود بروز می‌دهد. با وجود این جانور از یافته‌های یادگیری نهفته برای انجام این رفتار، بهره می‌گیرد.
پژوهش‌های ولفگانگ کوهلر روی شامپانزه‌ها نشان داد که این جانوران می‌توانند بدون آزمون و خطا، برخی مسائل پیش‌آمده را حل کنند. کوهلر شامپانزه‌ای به نام سلطان را در اتاقی با تعدادی جعبه و چوبدست قرار داد و تعدادی موز از سقف آویزان نمود. شامپانزه با اینکه قبلاً چنین موقعیتی را تجربه نکرده بود، با قرار دادن جعبه‌ها روی هم توانست به موزها دست یابد. شامپانزه‌ای دیگر هم با وصل کردن چوبدست‌ها به موزها دست یافت.